# Hibana bicolor
Hibana bicolor là một loài nhện trong họ Anyphaenidae.
Loài này thuộc chi Hibana. Hibana bicolor được Richard C. Banks miêu tả năm 1909.